# Kathy Gregory
Kathy Gregory (* 1945 in Kalifornien) ist eine ehemalige US-amerikanische Volleyball- und Beachvolleyballspielerin.

## Karriere Halle
Die Sportlerin startete ihre Hallenkarriere an der Immaculate Heart High School in Los Angeles. Zum Studium wechselte sie an die California State University in der zweitgrößten Stadt ihres Heimatlandes. Für die Golden Eagles war sie von 1964 bis 1968 aktiv. In den folgenden Jahren stand die Universalspielerin für verschiedene Vereine am Netz. In der Nationalmannschaft schmetterte und baggerte sie 1970 bei der Weltmeisterschaft und 1971 bei den Panamerikanischen Spielen. Sie war einige Jahre bei den San Diego Breakers unter Vertrag. In der Saison 1975/76 war sie die Kapitänin des Teams Anschließend wurde sie nach Santa Barbara transferiert. Während dieser Zeit gewann sie zwei Goldmedaillen bei den USA Volleyball Nationals und wurde 1974 und 1979 zur wertvollsten Spielerin der Liga gewählt. 1989 war sie die dritte Frau, die in die International Volleyball Hall of Fame aufgenommen wurde.

## Karriere Beach
Die Kalifornierin duellierte sich zunächst mit ihren älteren Brüdern, da es in den öffentlichen Schulen keine Sportangebote für Mädchen gab. Im Alter von vierzehn Jahren nahm sie 1959 an einem Wettbewerb im Sand teil, bei dem sowohl Männer als auch Frauen zugelassen waren. Nachdem das erste Spiel mit einer Niederlage endete, kritisierte ihr erwachsener Partner sie scharf. Anstatt zu resignieren, nutzte die Jugendliche die Worte als Ansporn, sodass das Duo bei dem Turnier im Doppel-K.-o.-System noch das Endspiel erreichte. Von 1972 bis 1988 konnte die Queen of the beach bei 83 Events in der Parks and Recreation (P&R) Tour fünfzig Turniere gewinnen. Vierundzwanzig Mal stand sie auf der zweiten und vier Mal auf der dritten Stufe des Podiums. Nur bei fünf Veranstaltungen blieb sie ohne Medaille. Außerdem erreichte sie bei sieben AVP Teilnahmen jedes Mal das Endspiel, konnte jedoch nie gewinnen. Bei der Women's Professional Volleyball Association (WPVA) wurde sie ebenfalls sieben Mal Zweite und zusätzlich zwei Mal Dritte. Erfolgreich war sie vor allem mit Miki McFadden, mit der ihr vierzehn Siege gelangen. Dreizehn Mal siegte sie mit Kathy Hanley. Dazu zählte auch der P&R Weltmeistertitel 1982. Ebenfalls dreizehn Mal stand sie mit Nancy Cohen ganz oben auf dem Podest und bei einem AVP Event im Endspiel. Die weiteren sechs Silbermedaillen bei dieser Organisation erkämpfte sie mit Janice Harrer. Dazu kamen für die beiden sechs Parks and Recreation Siege inklusive der WM 1986. Ein Jahr später standen sie noch einmal im Finale bei diesem Wettbewerb. All diese Erfolge sorgten dafür, dass Kathy Gregory 1992 in die CBVA Beachvolleyball Hall of Fame aufgenommen wurde.

## Karriere als Trainerin
In der Saison 1975/76 betreute Gregory die U18 Schülerinnen der Marymount High School und gleichzeitig die Studentinnen der University of California, Santa Barbara als Cheftrainerin. Die Gauchos coachte sie weitere 37 Jahre bis zu ihrer Pensionierung. Ihre Mannschaften errangen während dieser Zeit 27 Mal zwanzig oder mehr Siege. Sie gewannen 2003, 2004 und 2005 die Big West Conference und wurden je sieben Mal Zweiter und Dritter in dieser Liga. Bei der nationalen Meisterschaft der Vereinigten Staaten erreichten sie als bestes Resultat mehrere Male den fünften Platz sowie einige weitere Top-Ten-Platzierungen. Für diese Leistungen wurde ihre Trainerin 1993 als AVCA National Coach of the Year ausgewählt. Weitere Ehrungen waren die viermalige Auszeichnung zum AVCA West Region Coach of the Year sowie die siebenmalige zum Big West Coach of the Year. 1997 kam Kathy Gregory als zwölfte Frau in die United States Volleyball Association Hall of Fame. 2024 wurde sie außerdem in die Hall of Fame der American Volleyball Coaches Association (AVCA) aufgenommen.

## Auszeichnungen
- 1976: Wahl zur Beachspielerin des Jahres
- 1977: Wahl zur Beachspielerin des Jahres
- 1978: Wahl zur Beachspielerin des Jahres
- 1981: Wahl zur Beachspielerin des Jahres
- 1981: Erhalt des Salut to Women Awards
- 1983: Wahl zur Beachspielerin des Jahres
- 1989: Aufnahme in die International Volleyball Hall of Fame[1][5][6]
- 1992: Aufnahme in die CBVA Beachvolleyball Hall of Fame[7]
- 1993: Auszeichnung als AVCA Division I Trainerin des Jahres
- 1997: Aufnahme in die United States Volleyball Association Hall of Fame[5]
- 2015: Ehrung als USAV All-Time Great Female Beach Player
- 2024: Aufnahme in die AVCA Hall of Fame[9]